# Johannes Peter Müller
Johannes Peter Müller (ur. 14 lipca 1801 w Koblencji, zm. 28 kwietnia 1858 w Berlinie) – niemiecki przyrodnik, fizjolog, anatom i zoolog. Laureat Medalu Copleya.
Uczniami Müllera byli m.in. Emil du Bois-Reymond, Ernst Haeckel, Hermann von Helmholtz, Friedrich Gustav Jakob Henle, Albert von Kölliker, Robert Remak, Wilhelm Peters, Theodor Schwann, Rudolf Virchow, a także Anton Schneider.
Jego imię od 1999 nosi Johannes-Müller-Institut für Physiologie.
Na jego cześć nazwano przewody Müllera. 

## Publikacje
- Handbuch der Physiologie
- Zur Physiologie des Fötus (1824)
- Zur vergleichenden Physiologie des Gesichtssinns (1826)
- Uber die phantastischen Gesichtserscheinungen (1826)
- Bildungsgeschichte der Genitalien (1830)
- De glandularum secernentium structura penitiori (1830)
- Beiträge zur Anatomie und Naturgeschichte der Amphibien (1832)
- Vergleichende Anatomie der Myxinoiden (1834-1843)
- Handbuch der Physiologie des Menschen, dritte verbesserte Auflage. 2 Bände. (1837–1840)
- (z Friedrichem Gustavem Jakobem Henlem) Systematische Beschreibung der Plagiostomen (1841)
- (z Franzem Troschlem) System der Asteriden (1842)
- (z Franzem Troschlem) Horae ichthyologicae: Beschreibung und Abbildung neuer Fische, 2 T. (1845–1849)
- Über Synapta digitata und über die Entstehung von Schnecken in Holothurien (1852)